# Schwerereduktion
Unter Schwerereduktion versteht man in der Geophysik und Geodäsie eine rechnerische Reduktion von Messungen der Schwerkraft, um ungewollte Störeinflüsse des Geländes, des geologischen Untergrundes oder der Punkthöhe zu beseitigen.
Prinzipiell geht man in drei Schritten vor:
1. Topografische Reduktion durch Einteilung des Geländes in einen feinen Raster. Je genauer die Schweremessungen sind, desto präziser muss man auch die Form des Geländes erfassen; entweder schablonenartig mit Kreisring-Sektoren oder mit einem digitalen Geländemodell. Als Ergebnis erhält man den Schwerewert, der bei "eingeebnetem" Gelände herrschen würde.
2. Berücksichtigung der Höhe des Messpunktes: die Schwerkraft nimmt nach oben mit durchschnittlich 0,308 mGal pro Meter ab; dieser Vertikalgradient wird mit der Punkthöhe multipliziert und zum Messwert addiert. Auf diese Weise erhält man die Freiluftanomalie. Der Name steht für die Vorstellung, dass ein Messpunkt auf einem Berggipfel gemeinsam mit diesem herab aufs Meeresniveau gesenkt wird.
3. Berücksichtigung der topografischen Massen zwischen Messpunkt und Geoid (bzw. NN). Hierfür gibt es mehrere Varianten, je nach dem Zweck der Schweremessungen.

Im einfachsten Fall setzt man für die Gesteinsdichte den Standardwert 2,67 g/cm³ an und reduziert um den Einfluss einer ebenen oder sphärischen "Bouguer-Platte". Das Ergebnis ist die Bouguer-Anomalie, die z. B. im Hochgebirge Werte von −150 bis −200 mGal erreicht. Sie ist ein Hinweis auf "fehlende Massen" unter der Erdkruste – siehe Isostasie – und eine wichtige Kennzahl für Abschätzungen des Störpotentials.
Bei detaillierterem Ansatz für den Vertikalgradient erhält man etwas andere reduzierte Schwerewerte und daher auch andere Schwereanomalien. Die bekannteste Variante ist der "Prey-Gradient", der etwa jedem in einem vertikalen Schacht entspricht. Mit der "Prey-Anomalie" kann man z. B. unterirdische Hohlräume orten, sie wird aber auch für manche Probleme der Geoidbestimmung benötigt.